# Panteón de Mezquitán
El Panteón de Mezquitán es un cementerio histórico ubicado en Guadalajara, Jalisco, México. El cementerio es un sitio de leyendas y recorridos nocturnos. Se inauguró en 1896.

## Historia
Mezquitán en la época prehispánica perteneció al Señorío de Tonalá. Con el paso de los siglos la mancha urbana de Guadalajara se extendió al barrio de Mezquitán, convirtiéndose en una de las puertas de la ciudad y se decide construir un camposanto ahí. Fue inaugurada el 2 de noviembre de 1896, en pleno Día de los Fieles Difuntos, debido a la saturación del Panteón de Belén. Abarca unas 25 hectáreas (250 000 m2). Cuenta con mausoleos y capillas muy visitados y arte neoclásico.
Junto a la inauguración del camposanto se creó una fuente de cantera con capacidad de 10 mil litros para recolectar agua y ayudar a crear energía en la ciudad. La fuente se cavó sobre un pozo de agua natural y desde ahí se crearon canales para transportar agua a otras partes del camposanto, hoy en día los canales fueron reemplazados con tuberías. La fuente es en forma de estrella y con una copa de vino al centro. La tumba de Hans Jaacks, el primer morador del panteón, se encuentra cerca de la fuente.
El edificio de administración cuenta con una campana antigua que con sus redobles indicaría donde se haría una inhumación. Los muros en la entrada principal cuentan con murales que representan a la clase social de su época. El cancel de hierro forjado es de barrotes con calaveritas con huesos en forma de cruz. Hay una sección alemana y una francesa, la francesa tiene un obelisco para conmemorar a los soldados que pasaron por la ciudad.
El cementerio alberga algunas esculturas del italiano Vicente Gusmeri Capra (1866-1938).
El muro perimetral del camposanto es uno de los más importantes de la ciudad, y a causa de esto el Centro Universitario de Arte Arquitectura y Diseño de la Universidad de Guadalajara diseñó un nuevo mural con una propuesta plástica que se localiza sobre la calle José María Vigil. El cementerio cuenta con 87.000 tumbas, de las cuales 2.600 están acordonadas.
En 1963-1964, a fin de abrir la entonces Avenida Munguía (hoy Avenida Enrique Díaz de León Norte, el gobierno municipal retiró cientos de cadáveres, y el camposanto quedó dividido en dos. El 26 de diciembre de 1963, el entonces  presidente municipal de Guadalajara, Francisco Medina Ascencio, informó que la pavimentación con concreto hidráulico tendría 15 cm de espesor. El 8 de septiembre de 1964, durante una visita a Jalisco, el presidente Adolfo López Mateos inauguró obras, entre ellas la ampliación de la Avenida Munguía.
El gobierno municipal compró gavetas para las familias necesitadas de las víctimas de las  explosiones de Guadalajara de 1992. El crematorio es de construcción reciente. Los epitafios siguen atrayendo muchos turistas, pero el panteón está quedando en deterioro.
En 2020 el panteón creó un espacio para albergar hasta 700 cuerpos no identificados de víctimas de la pandemia de COVID-19 en Jalisco.

## Leyendas

### Don Jesús Flores
Una leyenda cuenta que Doña Ana tenía un romance con su mayordomo curiosamente llamado José Cuervo, quien posteriormente se encargó de administrar toda la fortuna de su marido Don Jesús Flores. Cuando fallece Don Jesús, Doña Ana se casa con Cuervo y se olvida de su recién difunto esposo y de la promesa de rezarle el rosario. Su finca, conocida como la Casa de los Perros tuvo que ser abandonada ya que el alma de Don Jesús espantaba el lugar a raíz de su disgusto de ver lo que le había hecho su esposa.
Esta promesa remonta a la luna de miel de la recién casada pareja en Europa. En su viaje de regreso su barco estuvo a punto de hundirse. En medio de la incertidumbre se prometieron el uno al otro a rezar una novena en cada aniversario luctuoso. Ambos sobrevivieron.
El médico que atendió a Don Jesús en sus últimos días dispersó el rumor de que la casa le perteneciera a quien fuera a rezarle una novena en la tumba del difunto Don Jesús en el panteón. La persona tenía que hacerlo a la medianoche con una sola vela, pero nadie pudo hacerlo ya que salían corriendo del panteón a raíz de las voces de las ánimas.
Su sepulcro en el panteón es el más emblemático del camposanto, y la cripta tiene varios metros de profundidad. Con el paso de los años la gente le puso el nombre de Casa de los Perros, el mismo nombre que lleva la finca del fallecido Don Jesús.

### Hans Jaacks
Los constructores del camposanto lanzaron la oferta de enterrar gratis al primer fallecido llevado al camposanto. Terminó siendo una competencia entre el rico boticario alemán Hans Jaacks y una persona humilde. Se puede decir que Hans Jaacks ganó la oferta extraña al fallecer y fue llevado en carroza a la inauguración del camposanto mientras la persona humilde fue trasladada en hombros.